# Bisdom Fidenza
Het bisdom Fidenza (lat: Dioecesis Fidentina; Italiaans: Diocesi di Fidenza) is een in de Italiaanse provincie Parma (regio Emilia-Romagna) gelegen rooms-katholiek bisdom met zetel in de stad Fidenza. Het bisdom behoort tot de kerkprovincie Modena-Nonantola, en is, samen met de bisdommen Carpi, Parma, Piacenza-Bobbio en Reggio Emilia-Guastalla suffragaan aan het aartsbisdom Modena-Nonantola.

## Geschiedenis
Op 12 februari 1601 werd  met de apostolische constitutie Super universas door paus Clemens VIII het bisdom Borgo San Donnino opgericht en als immediatum onder direct gezag van de Heilige Stoel gesteld. Op 22 augustus 1855 werd het bisdom met de apostolische constitutie Vel ab antiquis suffragaan aan het aartsbisdom Modena-Nonantola. Op 22 september 1927 werd de naam veranderd in bisdom Fidenza.

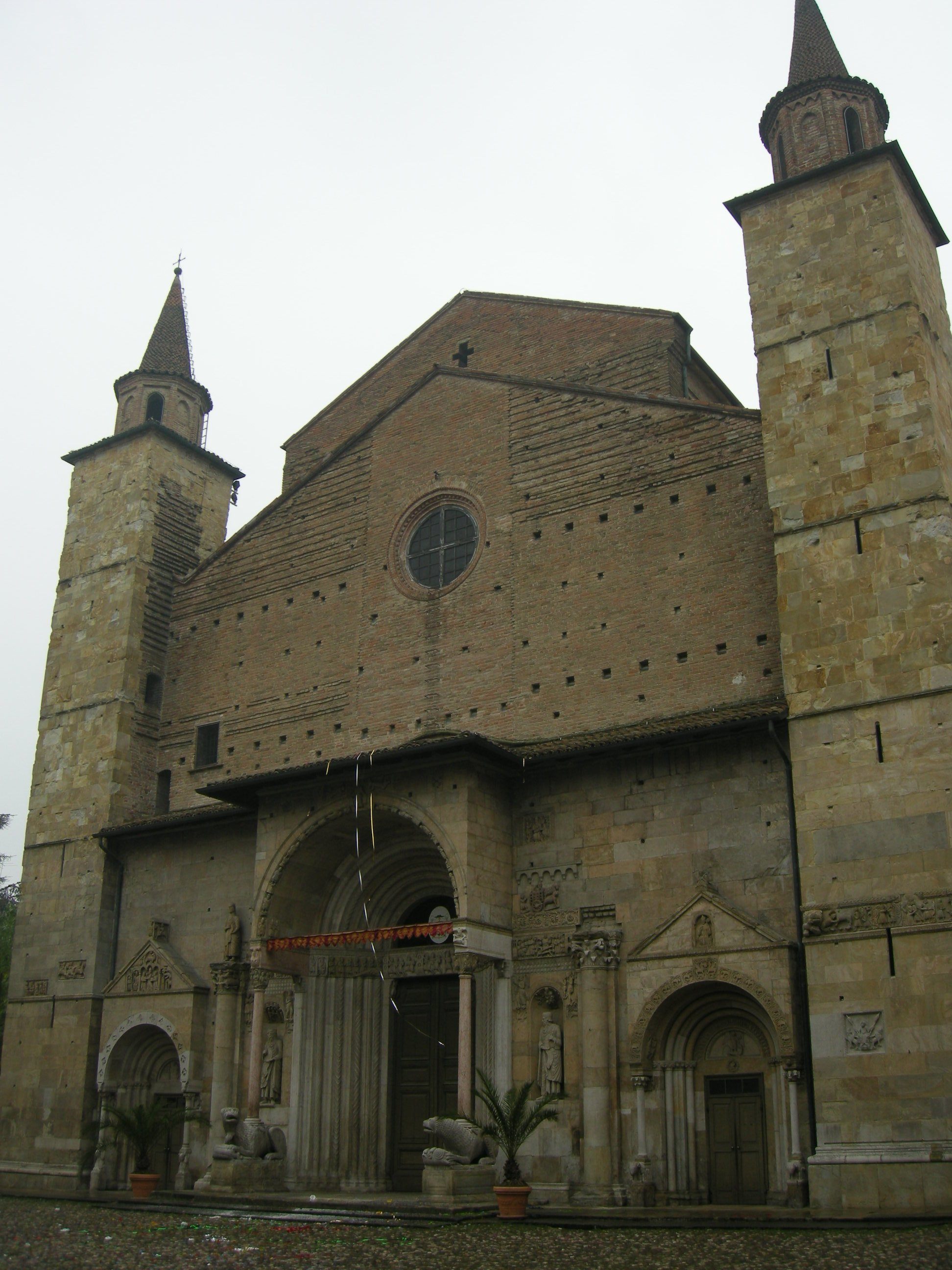
Kathedraal van Fidenza